# 贵妇画像
《贵妇画像》（英語：The Portrait of a Lady），或譯为《仕女圖》，是知名作家亨利·詹姆斯的一部长篇小说，最早于1880-1881年由《大西洋月刊》和《麦克米伦杂志》以连载形式出版，随后于1881年以书的形式出版。这是亨利·詹姆斯最畅销的一部長篇小說之一，批评家认为这是他最杰出的作品之一。
《贵妇画像》描述了一个充满热情的年轻美国少女伊莎贝尔·阿切尔在她自主选择命运道路上坎坷前行的故事。女主人公继承的巨额遗产随后让她成为了两个美国侨民狡猾阴谋的牺牲品。正如亨利·詹姆斯大部分小说一样，故事发生在欧洲，多为英国和意大利。这部小说通常被认为是他早年的杰作，反映了他对新旧社会差异性以及新社会对人性造成的伤害的兴趣。他的作品大多深刻处理了人性的自由、责任和背叛的主题。

## 主题
詹姆斯一开始对《贵妇画像》的想法很纯粹，是关于一个年轻美国女子挑战命运、不顾过程坎坷、不管结局如何的故事。接着他开始了他的人物创作。小说描述了独立自主的女主人公伊莎贝尔失去了她的自由仍不妥协。她意外获得的巨大遗产或许是她被传统观念压迫束缚的生活的缘由。这是一部存在主义小说，描写了女主人公接受了她自己选择的道路，坚强、固执地生活下去。

## 剧情
原本居住在纽约州奥尔巴尼的伊莎贝尔·阿切尔在她父亲去世后被她的姨妈莉迪亚·塔切特邀请到她富有的姨父丹尼尔在伦敦郊外的山庄暂住。在那里她遇到了她的表哥拉尔夫·塔切特、她友善的生病的姨父和塔切特家的邻居贵族沃伯顿爵士。她先后拒绝了沃伯顿爵士和波士顿富商卡斯帕·戈德伍德的求婚。虽然她被卡斯帕·戈德伍德吸引，但她认为婚姻会成为她追求自由道路上的束缚。她的姨父老塔切特先生的病情日渐加重，她的表哥说服病危的父亲把巨额遗产留给她。
伊莎贝尔带着她得到的巨大遗产到欧洲旅游，并在佛罗伦萨遇到了美国侨民吉尔伯特·奥斯蒙德。在她拒绝了沃伯顿和古德伍德之后，她出人意料地接受了奥斯蒙德的求婚。然而她并不知道她的婚礼是一场早有安排的阴谋，策划者竟是她在塔切特家见过的多才多艺却不值得信赖的梅尔夫人。
伊莎贝尔和奥斯蒙德在罗马定居，但由于奥斯蒙德的极度自我以及缺乏对伊莎贝尔的关爱，他们的婚姻迅速恶化。伊莎贝尔越来越喜欢奥斯蒙德的女儿潘西，并且希望能帮助她实现嫁给年轻艺术品收藏者爱德华·罗西尔的愿望。但势利的奥斯蒙德宁愿让潘西嫁给曾经向伊莎贝尔求婚的沃伯顿。但伊莎贝尔担心沃伯顿是为了再次接近她而假装爱上潘西。
这场婚姻危机再度恶化。伊莎贝尔得知她的表哥拉尔夫在英国深受病魔折磨即将死亡，在她决定在他临死前去陪伴他的时候，奥斯蒙德自私地阻止了她。与此同时，奥斯蒙德的姐姐告诉伊莎贝尔潘西事实上是梅尔夫人与奥斯蒙德通奸生下的女儿。他们不道德的关系已持续多年。
伊莎贝尔在去英国之前去看望了潘西。伊莎贝尔勉强答应了潘西希望她从英国回来的恳求。她没有告诉她愤怒的丈夫就离开去英国照顾拉尔夫直至他死去。戈德伍德在拉尔夫家遇到了她，希望她离开奥斯蒙德来和他在一起。他拥抱并亲吻了她，但伊莎贝尔挣脱了。第二天戈德伍德找到了她，但伊莎贝尔告诉他她即将回罗马。结局模棱两可。詹姆斯留给读者思考伊莎贝尔究竟是为了拯救潘西尔留在奥斯蒙德身边受折磨，还是决定拯救潘西并与她一同逃离奥斯蒙德的约束。

## 文学价值与批评
《贵妇画像》第一次在《大西洋月刊》上出版时便大受好评，并且至今为止仍被认为是詹姆斯最受欢迎的长篇小说。当代批评家认为詹姆斯开辟了人类意识以及外在驱动的新的分析领域，尤其是书中第42章的对于伊莎贝拉整夜沉思她陷入婚姻困境的经典描写。詹姆斯在纽约版本的小说前言中对伊莎贝尔内心深处的恐惧进行了深入分析。
最近有女权主义者对该小说进行了文学评论。有批评家对小说结尾伊莎贝尔回到奥斯蒙德身边非常关注。很多学者争论对于伊莎贝尔放弃自由这一出人意料的选择詹姆斯是否明确表明他的态度。有一种说法是伊莎贝尔认为她必须遵守与她继女潘西的约定，以及她和奥斯蒙德的婚姻誓约。
詹姆斯为1908年的纽约版小说进行的大量修改被认为是改进了故事情节。不同于其他例如《一个美国人》、《罗德里克·赫德森》并没有对情节进行改善。他对于伊莎贝尔与戈德伍德最终见面场景的修改被人们大加赞赏。爱德华·维根奈赫特表示，詹姆斯清晰刻画了伊莎贝尔真正意义上人格的觉醒。詹姆斯语妙绝伦，对性的描写遵循了传统但又突破其年代限制。
评论家阿尔弗雷德·哈贝克曾经写道《贵妇画像》中主人公的灵感是来源于克里斯蒂·阿切尔。她是安·蒙奇尔·克莱茵1871年的小说《雷吉纳德·阿切尔》中的主人公。哈贝克认为詹姆斯可能受克莱茵(1838 - 1872)的影响，尤其是对她小说中的女性角色感兴趣。在纽约版小说的序言中，詹姆斯指出几个乔治·艾略特的对《贵妇画像》的创作产生影响的女主人公。哈贝克对此表示质疑并且引用了其他学者同样的看法。
在保罗·M·哈德拉写的文学评论文章《重写厌女症：〈贵妇画像〉与流行小说的争议》中，她提及了詹姆斯与美国作家史蒂芬·克兰写作风格的相似性。

## 改编作品
1884年，演员劳伦斯·巴雷特曾想要说服詹姆斯把小说改编成戏剧，但詹姆斯认为那并不可行。在纽约版本的小说序言里他表示，书中令人感触最深的场景是伊莎贝尔静静坐在椅子上，一动不动、沉思的样子。
1968年，BBC制作了同名电视连续短片，由苏珊·尼弗饰演伊莎贝尔·阿切尔，理查德·张伯伦饰演拉尔夫·塔切特。
1996年，新西兰导演简·坎皮恩讲小说改编成电影，由妮可·基德曼饰演伊莎贝尔·阿切尔，约翰·马尔科维奇饰演吉尔伯特·奥斯蒙德，芭芭拉·赫尔希饰演梅尔夫人。

## 出版資訊
- The Portrait of a Lady: An Authoritative Text, Henry James and the Novel, Reviews and Criticism edited by Robert Bamberg (New York: W.W. Norton & Company 2003) ISBN 0-393-96646-1

## 相关书籍
- The Great Tradition by F. R. Leavis (London: Chatto and Windus 1948)
- The Novels of Henry James by Oscar Cargill (New York: Macmillan Co. 1961)
- The Novels of Henry James by Edward Wagenknecht (New York: Frederick Ungar Publishing Co. 1983) ISBN 0-8044-2959-6
- Modern Critical Views: Henry James edited by Harold Bloom (New York: Chelsea House Publishers 1987) ISBN 0-87754-696-7
- The Portrait of a Lady: Maiden, Woman and Heroine by Lyall Powers (Boston: Twayne Publishers 1991) ISBN 0-8057-8066-1
- Meaning in Henry James by Millicent Bell (Cambridge, MA: Harvard University Press 1991) ISBN 0-674-55763-8
- A Companion to Henry James Studies edited by Daniel Fogel (Westport, CT: Greenwood Press 1993) ISBN 0-313-25792-2
- Henry James: A Collection of Critical Essays edited by Ruth Yeazell (Englewood Cliffs, NJ: Prentice Hall 1994) ISBN 0-13-380973-0
- The Cambridge Companion to Henry James edited by Jonathan Freedman (Cambridge, UK: Cambridge University Press 1998) ISBN 0-521-49924-0
- Funston, Judith E. “Crane, Anne Moncure.” American National Biography Online, Feb 2000
- James, Henry. "The Portrait of a Lady". New York: Oxford University Press,2009.
- Lamm, Kimberly. "A Future for Isabel Archer: Jamesian Feminism, Leo Bersani, and Aesthetic Subjectivity". The Henry James Review. Project Muse. Volume 32, 2011. February 4, 2013.
- Jöttkandt, Sigi. "Portrait of an Act: Aesthetics and Ethics in The Portrait of a Lady". The Henry James Review. Volume 25.1, 2004.67–86. February 4, 2013.